# Noel Martín
Noel Martín Infante nacido el 20 de noviembre de 1989 en El Arenal, Ávila, España, es un ciclista exprofesional. Fue profesional en 2010 y 2011, cuando debutó en el equipo Orbea procedente del filial Naturas Energía en el que estuvo las dos temporadas anteriores.
En 2012 se recalificó en amateur con el equipo gallego Supermercados Froiz al no ser renovado en Orbea. En 2014 ficha por el equipo navarro Telco'm - Gimex, anteriormente llamado Azysa, y forma tándem con el madrileño Carlos González en ciclismo adaptado. En 2015 ficha por el equipo asturiano Construcciones Paulino.
Además es Ingeniero Técnico Industrial diplomado por la Universidad de Valladolid y actualmente estudia un Master en Energía, generación, gestión y uso eficiente, ámbito en el que trabaja como autónomo realizando Auditorías Energéticas y Certificados de Eficiencia Energética. Desde 2015 entrena a algunos ciclistas después de sacar el título de Entrenador Nacional de ciclismo, y ahora está cursando el Máster de Alto Rendimiento del COE, enrolado en la empresa RendimientoFisico.com .

## Palmarés
Aún no ha conseguido ninguna victoria como profesional. Sus puestos más destacados han sido un 2º puesto en la 3ª etapa de la Vuelta a León (2.2) en 2012, un 10º puesto en la 4ª etapa de Ronde de L'Isard en 2011 y un 7º puesto en la 6ª etapa (CRI) de la Vuelta al Táchira de Venezuela en 2014.
En la modalidad de pista obtuvo la medalla de bronce en el Campeonato de España de Pista en Scratch en 2011 y en Puntuación en 2015, tras los campeones del mundo Sebastián Mora y Albert Torres, además de varios puestos entre los 10 primeros en distintas modalidades de Fondo.
Como amateur consiguió victorias en Ereño y Lizarza en 2008; Ereño, Oyarzun, Oñate y la general del Trofeo Gara Lehendakari en 2009; el Trofeo Iberdrola de Ciclismo y el Campeonato de Castilla y León de Pista en Persecución Individual en 2012; el Trofeo Luso Galaico celebrado en Porriño  (Galicia) y el campeonato de Castilla y León en Contrarreloj Individual en 2013; El Trofeo Ayuntamiento de Santander, la Cronoescalada al castillo de Cuellar, El Trofeo San Juan y San Pedro y el Campeonato de Castilla y León de Ruta de 2014, así como el Campeonato de Castilla y León de Pista en las modalidades de Persecución Individual, Kilómetro y Puntuación. En 2015 ganó el trofeo San José de Astillero, la segunda etapa de la vuelta a Ávila, el trofeo Castilla y León y el campeonato de CyL en pista, Persecución Individual además de ganar la medalla de bronce en el campeonato de España CRI. En 2016 se llevó la tercera etapa de la Vuelta a Segovia, el campeonato de Castilla y León de contrarreloj y el de pista. En 2017 ha ganado la clásica "La Chuleta" de Cuellar, el campeonato de Castilla y León de Contrarreloj y la prueba de Copa de España de Pista de Tafalla. 
Desde 2017 ha conseguido numerosas victorias: etapas de la Vuelta a Ávila y Segovia; la general de la Copa de España de pista y varias pruebas puntuables; medalla de bronce en el campeonato de España de CRI y dos tres medallas de plata en campeonatos de España de Pista en Scratch y Eliminación; la clásica de la Chuleta y el Trofeo Iberdrola (ahora llamado San José), el Trofeo Olías Industrial, el Trofeo Ferias y Fiestas de Arévalo, varios campeonatos de Castilla y León de Contrarreloj y de Pista en distintas modalidades; la Vuelta a Madrid Non Stop absoluta y la Madrid Lisboa Non Stop en parejas, y la Maratón Bajo Tietar.
En 2014 empezó a competir en ciclismo adaptado como piloto en cuya disciplina han conseguido ser campeones del mundo el 31 de agosto de 2014 en EE. UU., tras conseguir una medalla de bronce en la Copa del Mundo de Segovia en la CRI, y una medalla de plata en el Campeonato de España de CRI. En 2015 se proclamaron subcampeones del mundo en CRI, medalla de bronce en Ruta, tras ganar el Oro en la Copa del Mundo de Sudáfrica, la plata en la Copa del Mundo de Suiza y el bronce en la de Alemania, además de la victoria en la CRI de la Copa de Europa de Italia.
En 2016 fueron seleccionados para Río 2016 tras la medalla de bronce en la Copa del Mundo de Bilbao, la medalla de oro en el Campeonato de España y el 8º puesto en el mundial de pista en persecución. En Río consiguieron 3 diplomas: 4º en Ruta, 7º en pista y 8º en CRI.
Desde 2018 compite con Adolfo Bellido y han conseguido ser 3º en el mundial de ruta, 4º en el de pista en su primer año, y 2º en ruta y 4º en pista en su segundo año, aspirando a ir a los Juegos de Tokio.

## Equipos
- Naturgas Energía (2008-2009)
- Orbea (2010-2011)
- Supermercados Froiz (amateur) (2012 - 2013)
- Telco'm Gimex (amateur) (2014)
- Construcciones Paulino (amateur) (2015 - 2019)
- Vigo-Rías Baixas[1] (amateur) (2020-2022)